# Gladiolus kotschyanus
Gladiolus kotschyanus es una especie de gladiolo que se encuentra en Asia desde Anatolia hasta Irán e Irak.  

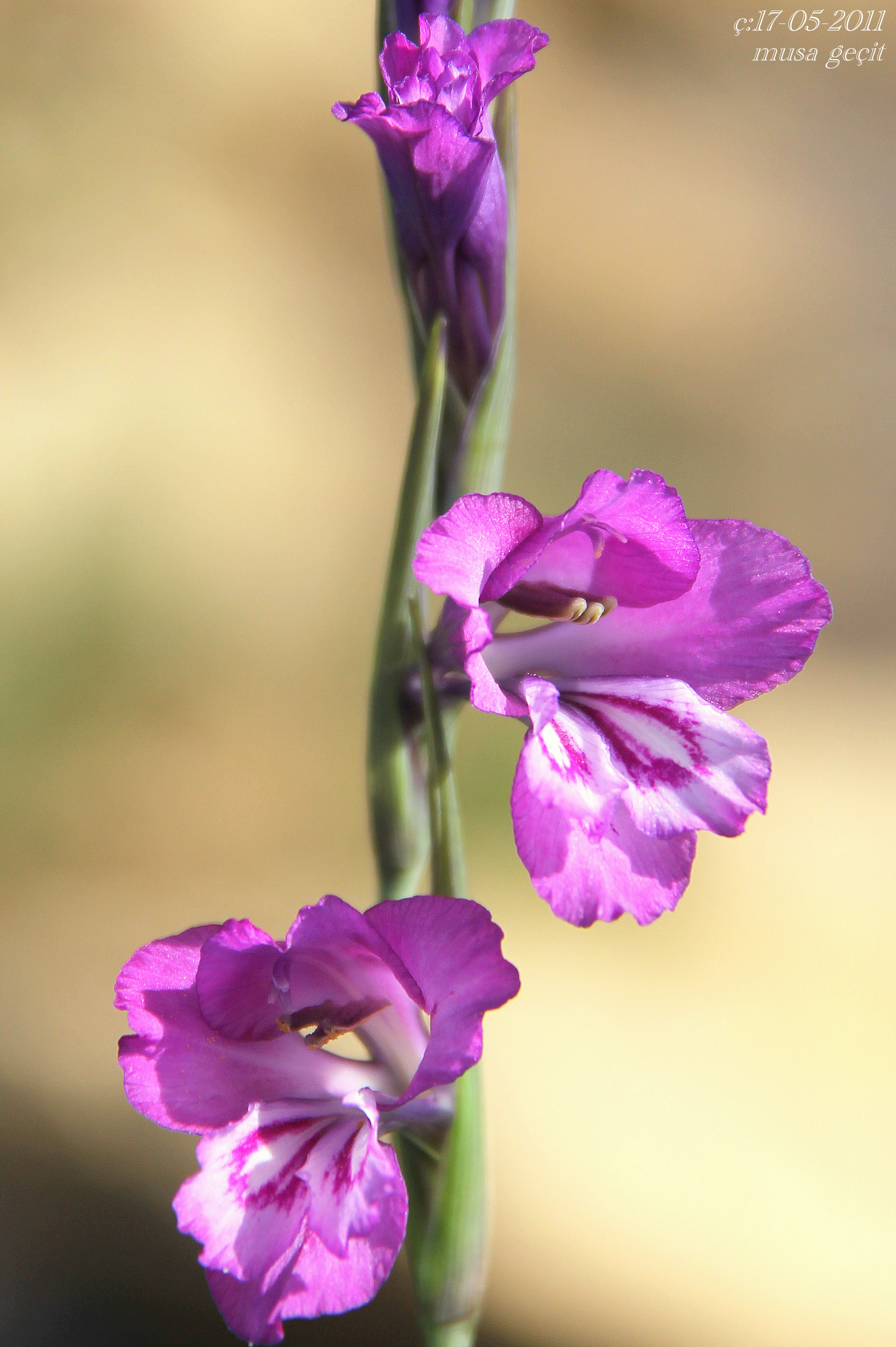
Flores

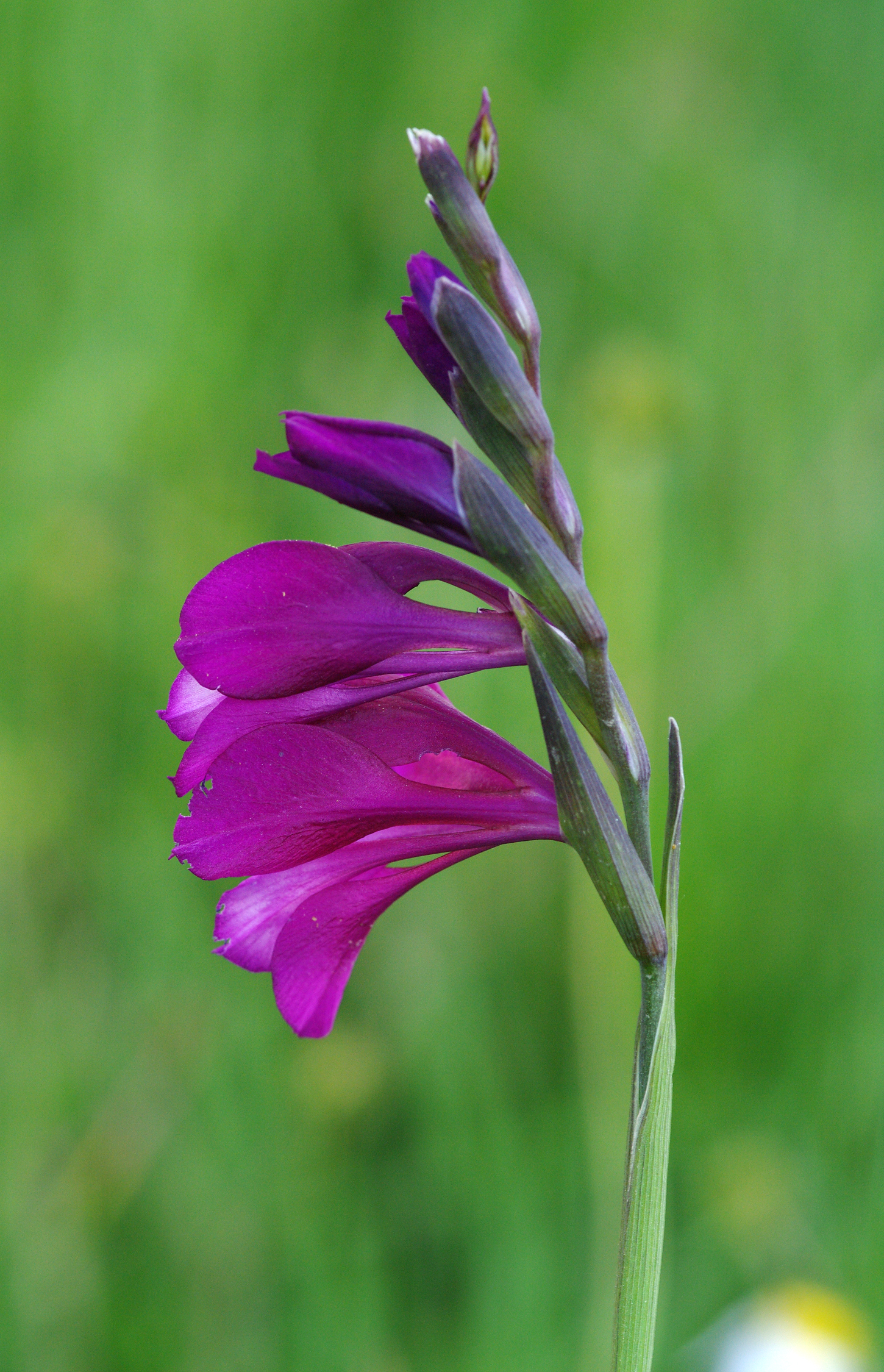
Flores

## Descripción
Gladiolus kotschyanus es una inusual especie asiática de Gladiolo que se encuentra desde Anatolia hasta Irán e Irak, donde crece en hábitats que van desde las praderas pantanosas a niveles sub-alpinos.
Tiene sólo dos o tres hojas, de 1 cm de ancho, hojas de crucería y un tallo 40-60 cm con un  pico con las grandes flores de un tono carmesí-violeta, raro en el género y difícil de describir. Plantas con un color de fondo mucho más pálido también se conocen, a menudo con marcas más oscuras y con frecuencia bicolores.

## Taxonomía
Gladiolus kotschyanus fue descrita por  Pierre Edmond Boissier y publicado en Diagn. Pl. Orient. 13: 15 1854.
Etimología
Gladiolus: nombre genérico que se atribuye a Plinio y hace referencia, por un lado, a la forma de las hojas de estas plantas, similares a la espada romana denominada "gladius". Por otro lado, también se refiere al hecho de que en la época de los romanos la flor del gladiolo se entregaba a los gladiadores que triunfaban en la batalla; por eso, la flor es el símbolo de la victoria.
kotschyanus: epíteto otorgado en honor del botánico Theodor Kotschy.
Sinonimia
- Gladiolus alpigenus K.Koch
- Gladiolus imbricatus var. hygrophilus Boiss. & A.Huet ex Baker
- Gladiolus imbricatus var. kotschyanus (Boiss.) Boiss.
- Gladiolus kotschyanus subsp. distichus Gabrieljan
- Gladiolus subbiflorus Boiss. ex Tchihat.
- Gladiolus tenuflorus auct.[5][6]